# Odugligtjärnarna (Ströms socken, Jämtland, 714653-146254)
Odugligtjärnarna är en sjö i Strömsunds kommun i Jämtland och ingår i Ångermanälvens huvudavrinningsområde. Sjön har en area på 0,057 kvadratkilometer och ligger 578,9 meter över havet. Sjön avvattnas av vattendraget Flybäcken.

## Delavrinningsområde
Odugligtjärnarna ingår i det delavrinningsområde (714550-146198) som SMHI kallar för Inloppet i Stenhovertjärn. Medelhöjden är 566 meter över havet och ytan är 9,82 kvadratkilometer. Det finns inga avrinningsområden uppströms utan avrinningsområdet är högsta punkten. Flybäcken som avvattnar avrinningsområdet har biflödesordning 4, vilket innebär att vattnet flödar genom totalt 4 vattendrag innan det når havet efter 267 kilometer. Avrinningsområdet består mestadels av skog (95 procent). Avrinningsområdet har 0,16 kvadratkilometer vattenytor vilket ger det en sjöprocent på 1,7 procent.